# Margaret Kenyatta
Pour les articles homonymes, voir Kenyatta.
Margaret Gakuo Kenyatta née Margaret Wanjiru Gakuo née le 8 avril 1964 est une éducatrice kényane, Première dame du Kenya de 2013 à 2022, et épouse d'Uhuru Kenyatta, quatrième président du Kenya.

## Biographie
Kenyatta est né d'un père kényan, Njuguna Gakuo, ancien directeur de la Kenya Railways Corporation, et d'une mère allemande, Magdalena. Elle a fréquenté l'école St. Andrews à Molo, au Kenya, et a obtenu un baccalauréat en éducation de l'Université Kenyatta.

### Activisme social
Kenyatta a exprimé son opinion sur un certain nombre de problèmes sociaux au Kenya,, allant du bien-être de la mère et de l'enfant, y compris une unité d'hôpital mère-bébé portant son nom. Kenyatta a encouragé les patients à lutter contre le cancer en effectuant un dépistage précoce du cancer du sein, du col de l'utérus et de la prostate et en luttant contre le diabète en encourageant un mode de vie sain. Kenyatta est également un grand partisan de nombreux programmes éducatifs et caritatifs au Kenya, participant à l'ouverture du collège WE Charity dans le comté de Narok et promouvant la conservation des sites et monuments historiques. L'opinion publique à son sujet au Kenya a tendance à se concentrer positivement sur la simplicité de sa mode et de son tempérament, et négativement sur sa timidité perçue. Depuis l'inauguration, Kenyatta a dirigé une campagne, baptisée Beyond Zero Campaign, pour réduire les taux de mortalité maternelle infantile. Le 24 octobre 2014, elle a été nommée Kenya Person of the Year. Elle est catholique et est ancienne élève de l'école catholique pour filles, Kianda School.